# Cristian Chávez (calciatore 1987)
Cristian Gabriel Chávez (Lomas de Zamora, 4 giugno 1987) è un calciatore argentino, ala o attaccante del Liniers.
È soprannominato el Negro per via della carnagione scura.

## Caratteristiche tecniche
È un calciatore molto duttile che gioca prevalentemente nel ruolo di ala o esterno offensivo sulla fascia sinistra. Ha buona tecnica e visione di gioco.

## Carriera

### Club

#### San Lorenzo de Almagro, Godoy Cruz Antonio Tomba e l'Atlético Tucumán
Ha esordito nel 2008 in prima squadra nel San Lorenzonella partita vinta per 1 a 0 contro il Racing Club de Avellaneda per poi passare in prestito nel 2009 al Godoy Cruz e nel 2010 all'Atlético Tucumán, in Primera B Nacional.

#### Napoli, San Lorenzo de Almagro e Almirante Brown
Il 26 agosto 2011 viene formalizzato il suo passaggio al Napoli. In realtà, come risulta anche dal bilancio d'esercizio della società partenopea, il trasferimento avviene, per una cifra di 1,3 milioni di euro, dal club cileno del Rangers de Talca, squadra in cui l'attaccante argentino non ha mai militato. È per questa ragione che viene avviata un'indagine, prima dall'agenzia del fisco argentina (AFIP), poi anche dalla Guardia di Finanza italiana, per sgominare un giro di triangolazioni fittizie fatte allo scopo di frodare il fisco. Il 1º ottobre 2011 esordisce in Serie A subentrando ad Ezequiel Lavezzi nella trasferta di Milano contro l'Inter, finita con il risultato di 0 a 3 a favore dei partenopei, effettuando un tunnel ai danni del difensore nerazzurro Lúcio .
Dopo aver collezionato due presenze in maglia azzurra, il 10 febbraio 2012 torna in prestito al San Lorenzo, dove colleziona 11 presenze e una rete nel Clausura 2012.
Conclusosi il prestito, il 14 agosto 2012 passa con la medesima modalità all'Almirante Brown, nella seconda serie argentina, realizzando 12 gol in 30 presenze nel campionato 2012/13.

#### PAS Giannina
Il 22 luglio 2013, svincolatosi dal Napoli, firma un contratto triennale con i greci del PAS Giannina.

## Statistiche

### Presenze e reti nei club
Statistiche aggiornate al 4 giugno 2016.
| Stagione            | Squadra             | Campionato          | Campionato | Campionato | Coppe nazionali | Coppe nazionali | Coppe nazionali | Coppe continentali | Coppe continentali | Coppe continentali | Altre coppe | Altre coppe | Altre coppe | Totale | Totale |
| Stagione            | Squadra             | Comp                | Pres       | Reti       | Comp            | Pres            | Reti            | Comp               | Pres               | Reti               | Comp        | Pres        | Reti        | Pres   | Reti   |
| ------------------- | ------------------- | ------------------- | ---------- | ---------- | --------------- | --------------- | --------------- | ------------------ | ------------------ | ------------------ | ----------- | ----------- | ----------- | ------ | ------ |
| 2008-2009           | San Lorenzo         | PD                  | 14         | 1          | -               | -               | -               | CS+CL              | 1+5                | 0+0                | -           | -           | -           | 20     | 1      |
| 2009-2010           | Godoy Cruz          | PD                  | 23         | 3          | -               | -               | -               | -                  | -                  | -                  | -           | -           | -           | 23     | 3      |
| 2010-2011           | Atlético Tucumán    | PBN                 | 27         | 10         | -               | -               | -               | -                  | -                  | -                  | -           | -           | -           | 27     | 10     |
| ago. 2011           | San Lorenzo         | PD                  | 1          | 0          | -               | -               | -               | -                  | -                  | -                  | -           | -           | -           | 1      | 0      |
| ago. 2011-feb. 2012 | Napoli              | A                   | 2          | 0          | CI              | 0               | 0               | UCL                | 0                  | 0                  | -           | -           | -           | 2      | 0      |
| feb.-giu. 2012      | San Lorenzo         | PD                  | 11         | 1          | CA              | 3               | 1               | -                  | -                  | -                  | -           | -           | -           | 14     | 2      |
| Totale San Lorenzo  | Totale San Lorenzo  | Totale San Lorenzo  | 26         | 2          |                 | 3               | 1               |                    | 6                  | 0                  |             |             |             | 35     | 3      |
| 2012-2013           | Almirante Brown     | PBN                 | 30         | 12         | CA              | 2               | 1               | -                  | -                  | -                  | -           | -           | -           | 32     | 13     |
| 2013-2014           | PAS Giannina        | SL                  | 18         | 3          | CdG             | 1               | 0               | -                  | -                  | -                  | -           | -           | -           | 19     | 3      |
| 2014-2015           | PAS Giannina        | SL                  | 28         | 8          | CdG             | 1               | 0               | -                  | -                  | -                  | -           | -           | -           | 29     | 8      |
| 2015-feb. 2016      | PAS Giannina        | SL                  | 12         | 2          | CdG             | 2               | 1               | -                  | -                  | -                  | -           | -           | -           | 14     | 3      |
| Totale PAS Giannina | Totale PAS Giannina | Totale PAS Giannina | 58         | 13         |                 | 4               | 1               |                    |                    |                    |             |             |             | 62     | 14     |
| feb.-giu. 2016      | Brown de Adrogué    | PBN                 | 14         | 9          | CA              | 0               | 0               | -                  | -                  | -                  | -           | -           | -           | 14     | 9      |
| Totale carriera     | Totale carriera     | Totale carriera     | 180        | 49         |                 | 9               | 3               |                    | 6                  | 0                  |             |             |             | 195    | 52     |